# كأس أمم أوروبا 1960
سميت بطولة كأس أمم أوروبا 1960 باسم كأس الأمم الأوروبية، وهي أول بطولة قارية تقام برعاية الاتحاد الأوروبي لكرة القدم، وقد أقيمت في فرنسا، وتوج بلقبها منتخب الاتحاد السوفييتي لكرة القدم بعد أن تغلب على منتخب يوغسلافيا لكرة القدم 2-1 بعد التمديد في المباراة التي أقيمت في باريس.
أقيمت البطولة بنظام المجموعات، وقد شارك فيها 17 فريق فقط، وقد برز غياب منتخب ألمانيا الغربية لكرة القدم ومنتخب إيطاليا لكرة القدم، وكان الفرق يلعبون مباريات في ملعبهم وخارج ملعبهم، وعندما يتأهلون إلى الدور النصف نهائي، يتجمعون في فرنسا والتي أختيرت لاستضافة الحدث بعد انتهاء الدور التمهيدي.
و قد رفضت إسبانيا أن تسافر إلى الاتحاد السوفييتي لتلعب معه ولذا تم شطبها من البطولة، ولذا أصبح هناك ثلاثة دول من الدول الأربعة المتأهلة من المعسكر الشرقي في أوروبا وهي الاتحاد السوفييتي وتشيكوسلوفاكيا ويوغسلافيا مع الدولة المضيفة فرنسا، وفي الدور النصف نهائي، فاز منتخب الاتحاد السوفييتي لكرة القدم بسهولة على منتخب تشيكوسلوفاكيا لكرة القدم بنتيجة 3-0 في المباراة التي أقيمت في مارسيليا، وفي المباراة الثانية، فاز منتخب يوغسلافيا لكرة القدم 5-4 على منتخب فرنسا لكرة القدم، وفي مباراة تحديد المركز الثالث والرابع، فاز منتخب تشيكوسلوفاكيا لكرة القدم على منتخب فرنسا لكرة القدم 2-0 ليظفر بالمركز الثالث.
وفي المباراة النهائية، سجل منتخب يوغسلافيا لكرة القدم أولًا، ولكن منتخب الاتحاد السوفييتي لكرة القدم بقيادة الحارس ليف ياشين عادل النتيجة في الدقيقة 49، وبعد التعادل في الوقت الأصلي، سجل فيكتور بونيديلنك في الدقيقة 113 هدفًا للاتحاد السوفييتي ليعلن فوزهم بالبطولة.

## الفرق المتأهلة

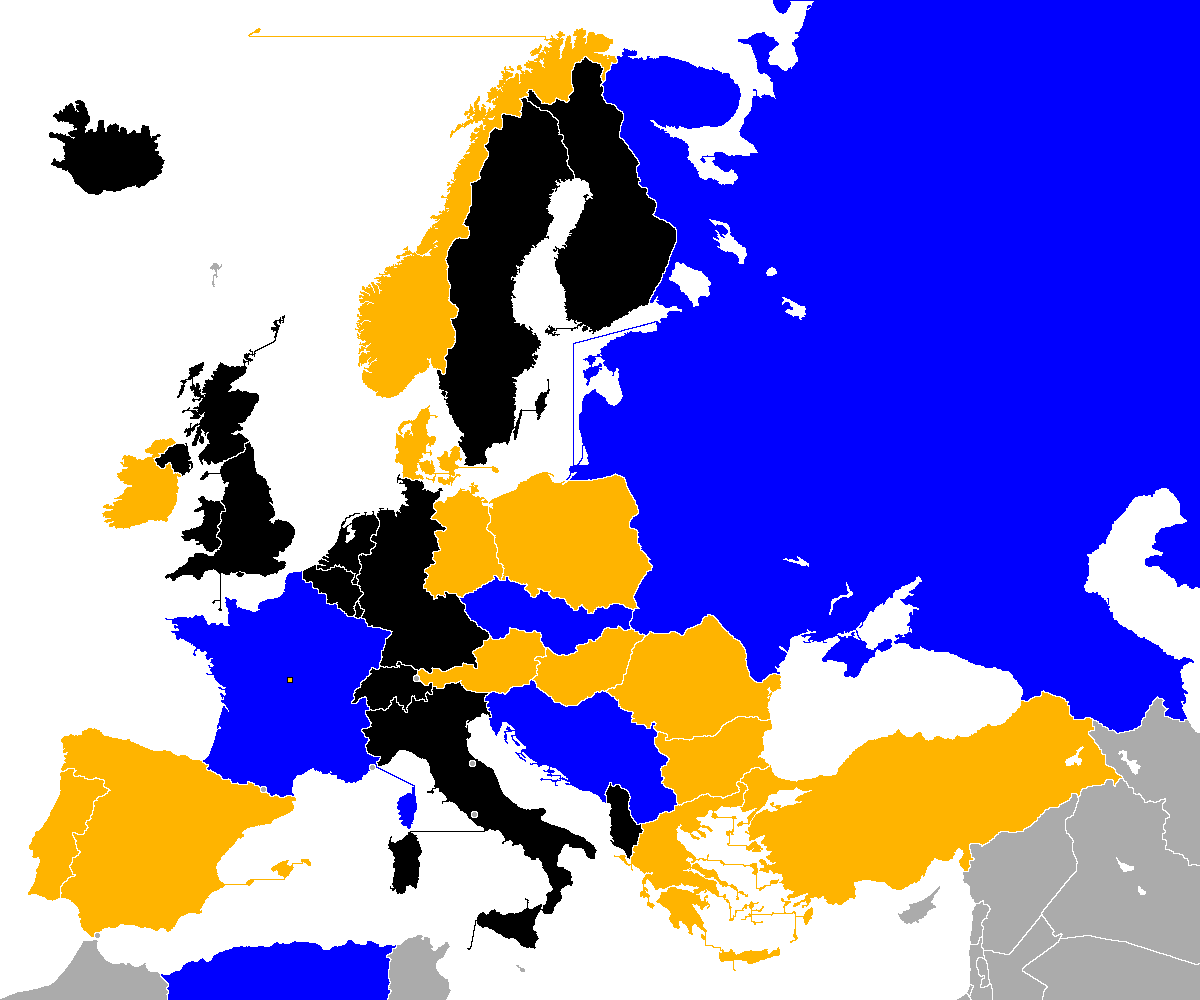
المتأهلين
لم يتأهل
لم يدخل
ليست عضوا في اليويفا

| الفريق           | متأهل ك          | متأهل في     |
| ---------------- | ---------------- | ------------ |
| فرنسا (المضيف)   | فائز ربع النهائي | 27 مارس 1960 |
| يوغوسلافيا       | فائز ربع النهائي | 22 مايو 1960 |
| الاتحاد السوفيتي | فائز ربع النهائي | 28 مايو 1960 |
| تشيكوسلوفاكيا    | فائز ربع النهائي | 29 مايو 1960 |

1. ↑  تم ألغاء مباريات ربع النهائي هذه وتأهل الاتحاد السوفيتي للبطولة الرئيسية بعد أن رفضت إسبانيا السفر إلى الاتحاد السوفيتي لمباراة الذهاب: استبعد الاتحاد الأوروبي لكرة القدم إسبانيا ، ومنح الاتحاد السوفيتي الفوز 3-0 لكلتا المباراتين.[4]

## التصفيات

### الدور التمهيدي
| الفريق الأول    | إجم. | الفريق الثاني | مباراة الذهاب | مباراة الإياب |
| --------------- | ---- | ------------- | ------------- | ------------- |
| جمهورية أيرلندا | 2–4  | تشيكوسلوفاكيا | 2–0           | 0–4           |

### دور الـ16
| الفريق الأول     | إجم. | الفريق الثاني | مباراة الذهاب | مباراة الإياب |
| ---------------- | ---- | ------------- | ------------- | ------------- |
| الاتحاد السوفيتي | 4–1  | المجر         | 3–1           | 1–0           |
| فرنسا            | 8–2  | اليونان       | 7–1           | 1–1           |
| رومانيا          | 3–2  | تركيا         | 3–0           | 0–2           |
| النرويج          | 2–6  | النمسا        | 0–1           | 2–5           |
| يوغوسلافيا       | 3–1  | بلغاريا       | 2–0           | 1–1           |
| ألمانيا الشرقية  | 2–5  | البرتغال      | 0–2           | 2–3           |
| بولندا           | 2–7  | إسبانيا       | 2–4           | 0–3           |
| الدنمارك         | 3–7  | تشيكوسلوفاكيا | 2–2           | 1–5           |

### ربع النهائي
| الفريق الأول     | إجم. | الفريق الثاني | مباراة الذهاب | مباراة الإياب |
| ---------------- | ---- | ------------- | ------------- | ------------- |
| فرنسا            | 9–4  | النمسا        | 5–2           | 4–2           |
| البرتغال         | 3–6  | يوغوسلافيا    | 2–1           | 1–5           |
| رومانيا          | 0–5  | تشيكوسلوفاكيا | 0–2           | 0–3           |
| الاتحاد السوفيتي | 6–0  | إسبانيا       | 3–0           | 3–0           |

## البطولة
|  | نصف النهائي        | نصف النهائي     |   |                    | نهائي                     | نهائي |  |
|  |                    |                 |   |                    |                           |       |  |
|  | 6 يوليو – مارسيليا |                 |   |                    |                           |       |  |
|  | تشيكوسلوفاكيا      | 0               |   |                    |                           |       |  |
|  | الاتحاد السوفيتي   | 3               |   |                    |                           |       |  |
|  |                    |                 |   |                    |                           |       |  |
|  |                    |                 |   |                    | 10 يوليو – باريس          |       |  |
|  |                    |                 |   |                    | الاتحاد السوفيتي (ب.و.إ.) | 2     |  |
|  |                    | يوغوسلافيا      | 1 |                    |                           |       |  |
|  |                    |                 |   |                    |                           |       |  |
|  |                    |                 |   |                    |                           |       |  |
|  |                    |                 |   |                    | مركز ثالث                 |       |  |
|  | 6 يوليو – باريس    | 6 يوليو – باريس |   | 9 يوليو – مارسيليا | 9 يوليو – مارسيليا        |       |  |
|  | فرنسا              | 4               |   | تشيكوسلوفاكيا      | 2                         |       |  |
|  | يوغوسلافيا         | 5               |   |                    | فرنسا                     | 0     |  |

### نصف النهائي
| فرنسا                                    | 4–5   | يوغوسلافيا                                               |
| ---------------------------------------- | ----- | -------------------------------------------------------- |
| فينسنت 12' · هوت 43'، 62' · ويسنيسكي 53' | تقرير | غاليتش 11' · جانيتيتش 55' · كنيز 75' · يركوفيتش 78'، 79' |

| تشيكوسلوفاكيا | 0–3   | الاتحاد السوفيتي                |
| ------------- | ----- | ------------------------------- |
|               | تقرير | إيفانوف 34'، 56' · بوندلنيك 66' |

### مباراة المركز الثالث
| تشيكوسلوفاكيا              | 2–0   | فرنسا |
| -------------------------- | ----- | ----- |
| بوبنيك 58' · بافلوفيتش 88' | تقرير |       |

### النهائي
| الاتحاد السوفيتي            | 2–1 (ب.و.إ.) | يوغوسلافيا |
| --------------------------- | ------------ | ---------- |
| مترفيلي 49' · بوندلنيك 113' | تقرير        | غاليتش 43' |

## هداف البطولة
هدفين
- فرانسوا هويت
- فالنتين إيفانوف
- فيكتور بونيديلنك
- ميلان غاليك
- درازين يركوفيتش

أسرع هدف
- في الدقيقة 11 : ميلان غاليك (يوغسلافيا × فرنسا)

معدل التهديف
4,25 في المباراة الواحدة.